# New York City Police Department

Vlajka NYPD

New York City Police Department (N.Y.P.D.) je policejní sbor v New Yorku, největší v USA. Zaměstnává 40 000 uniformovaných policistů. Sbor byl založen v roce 1845. Jeho motto zní Courtesy, professionalism, respect - Zdvořilost, profesionalita, respekt.

## Specifikace
Policisté standardně nosí tmavě modrou uniformu, opatřenou odznakem na náprsní kapse a nášivkou se znakem oddělení na rukávu. Vyšší příslušníci nosí bílou košili se zlatým odznakem na náprsní kapse, čepici se zlatým odznakem a nášivkou na rukávu.
Oddělení taktéž disponuje oddělením vyšetřování, jehož policisté ve funkci detektiva chodí v civilním oděvu, a jednotkou zvláštního určení S.W.A.T. (anglicky Special Weapons And Tactics) - speciální zbraně a taktiky, zde je však jednotka nazývána jako E.S.U - Emergency Service Unit. Řadoví policisté jsou standardně vyzbrojeni pistolemi Glock, Sig Sauer a Smith & Wesson.Dále se ve výzbroji nachází různé typy brokovnic např. Remington 870, nebo brokovnice značky Mossberg.
Vozový park tvoří nejčastěji vozy Ford Crown Victoria Police Interceptor, dále jiné automobily především značky Ford nebo Chevrolet např. Chevrolet Impala (osmé generace). Motocykly jsou značky Harley-Davidson.

## Stop and frisk
Co se týče stop and frisk (namátkových prohlídek – zastavení policistou a prohledání) na ulicích New York City, v roce 2015 byli newyorčané zastaveni policií 22 939×. Z takto zastavených byli:
- 12 223 (54 %) Afroameričané (tvoří 28 % obyvatelstva NYC)
- 6 598 (29 %) Latinoameričané (27 % obyvatelstva NYC tvoří Hispánci)
- 2 567 (11 %) běloši (tvoří 45 % obyvatelstva NYC)
- 18 353 (80 %) nevinni

## Galerie

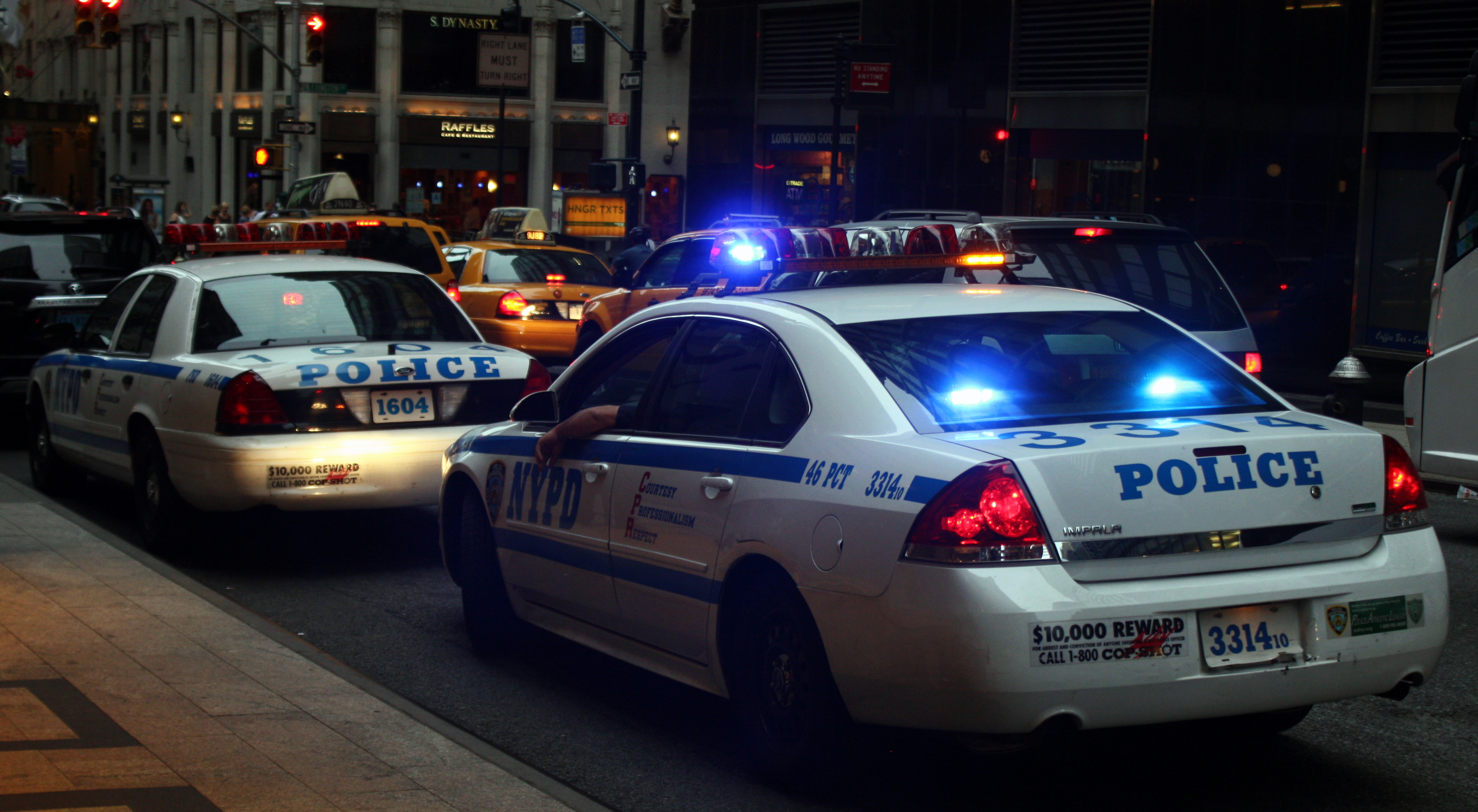
Policejní vozy N.Y.P.D. Ford Crown Victoria Police Interceptor (vzadu) a Chevrolet Impala (vpředu).
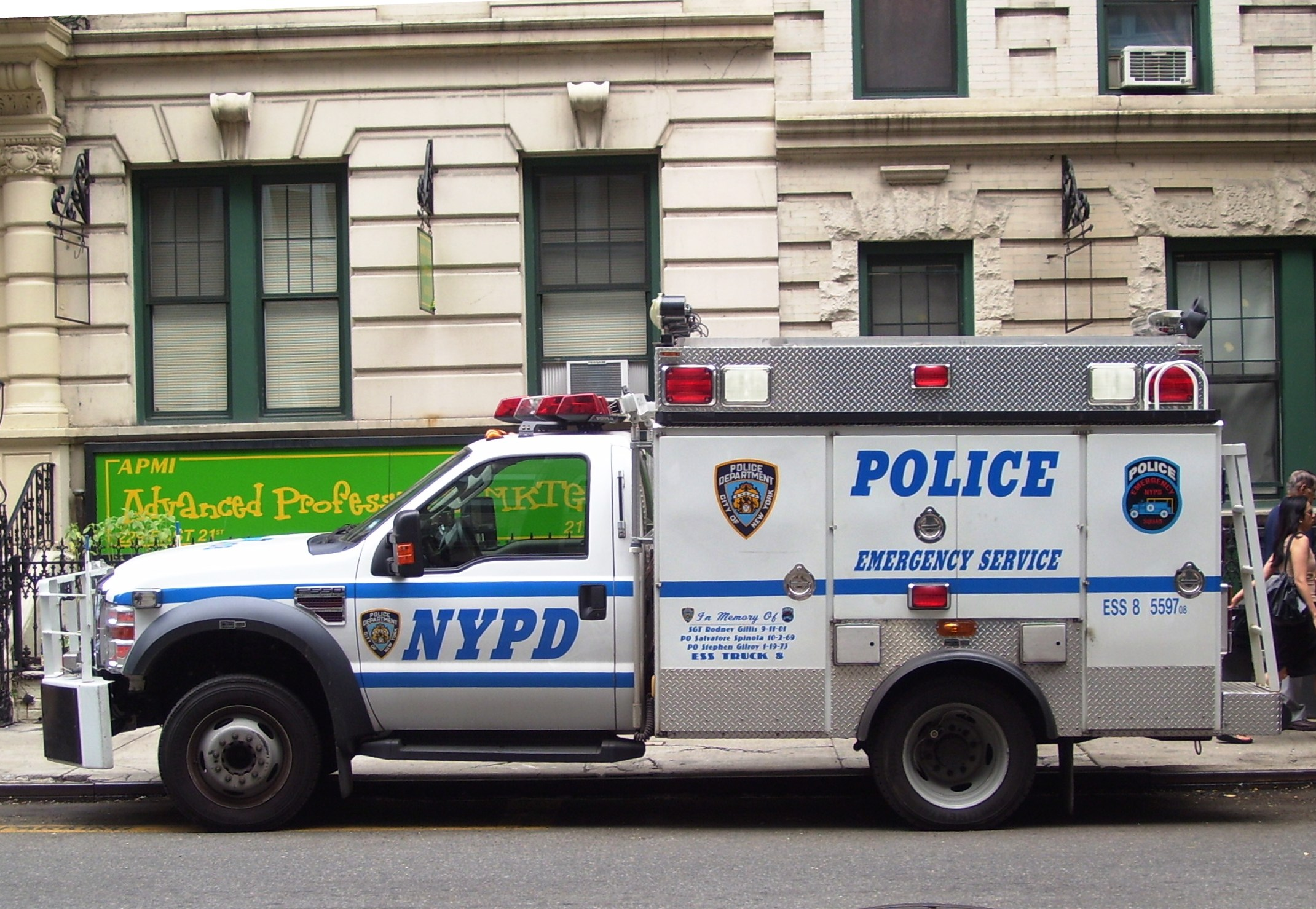
Vozilo příslušníků ESU (Emergency Service Unit)
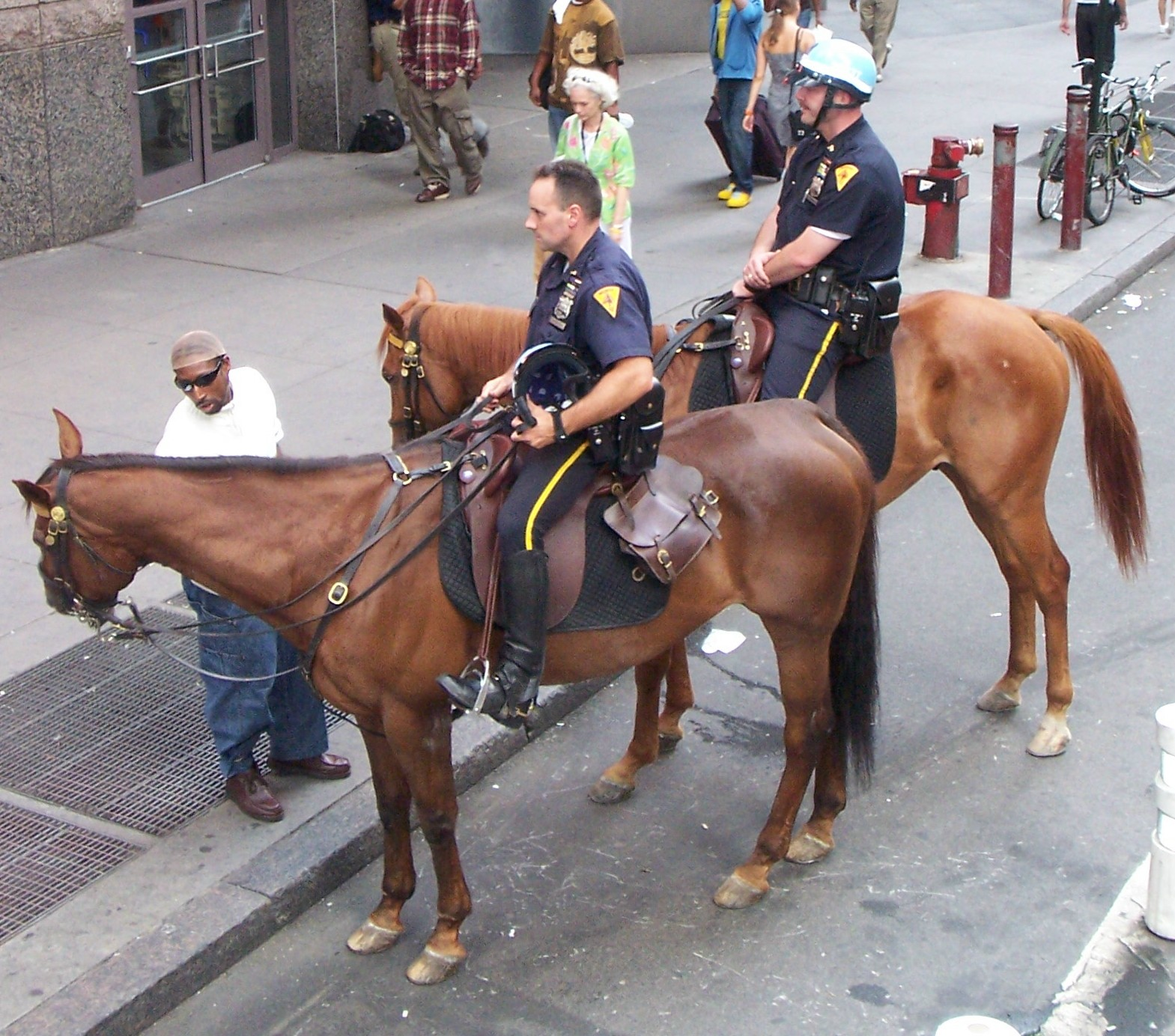
Policisté z N.Y.P.D. na koni
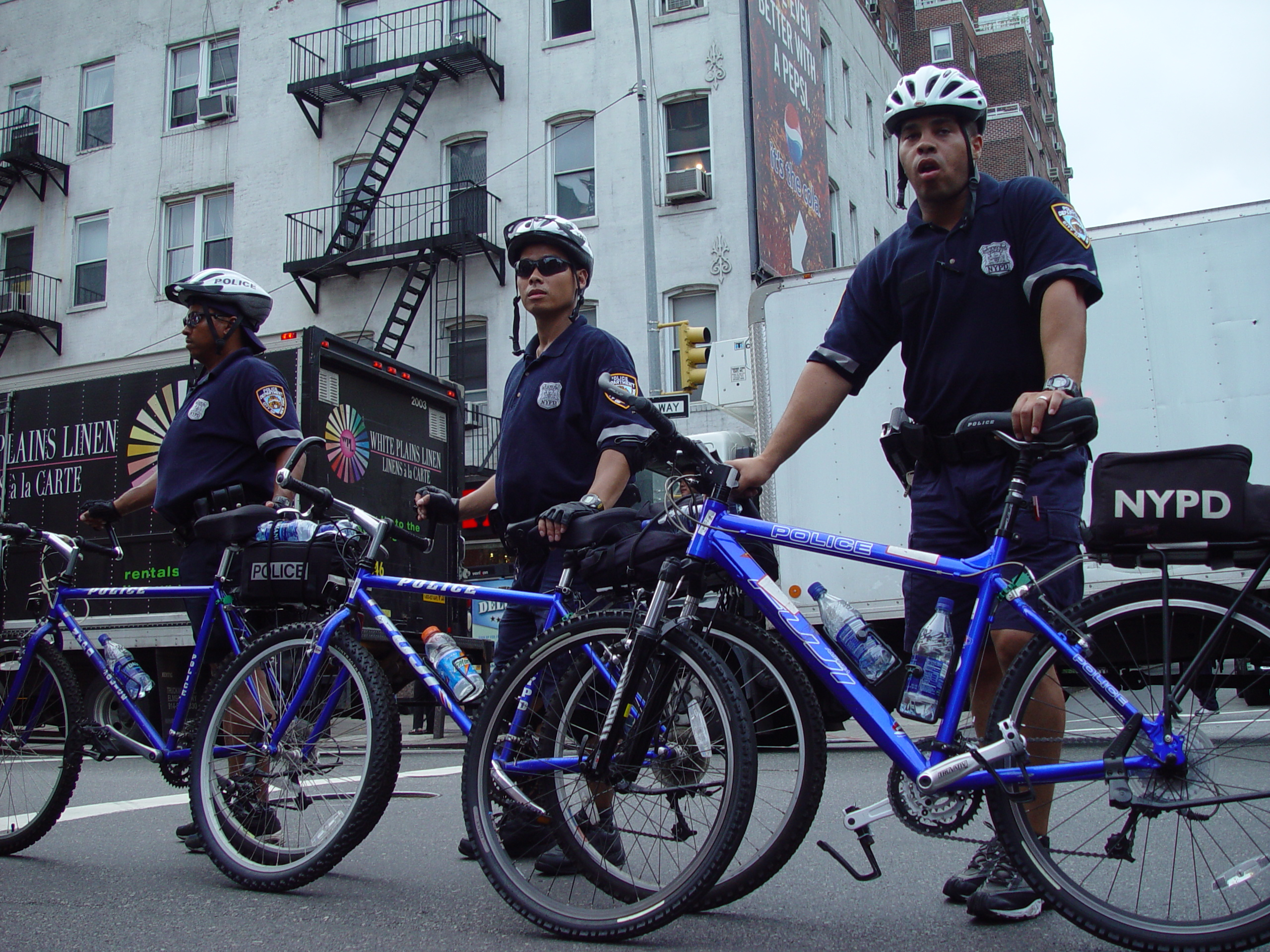
Policista z N.Y.P.D. na služebních kolech